# Canthocamptus (Canthocamptus) staphylinoides
Canthocamptus (Canthocamptus) staphylinoides is een eenoogkreeftjessoort uit de familie van de Canthocamptidae. De wetenschappelijke naam van de soort is voor het eerst geldig gepubliceerd in 1905 door Pearse.